# Đorđi Peruzović
Đorđi Peruzović (Šibenik, 4. ožujka 1940.) hrvatski je pjevač zabavne glazbe.
Među prvim je velikim imenima Splitskog festivala; većinom je širom slušateljstvu poznat kao izvođač.
Najveće uspješnice je na tom festivalu imao 1960-ih i 1970-ih. Najpoznatije su mu uz legendarne „Cvrčak cvrči Ane” i „Di si bija kad je grmilo”, još i „Balada o tovaru”, „Časna riječ”, „Gdje je taj svijet”, „Luna luda”, „Mojoj jedinoj ljubavi”, „Ponoćno sunce”, „Samo ti”, „Smiraj”, „Sve je isto”, „Vražja Mare”. 
Koncem 1990-ih je bio izvan glazbenih tokova, a 2005. se ponovo vratio na svjetla pozornice.

## Diskografija

### Albumi
- Pjeva Đorđi Peruzović (1970)
- Mojoj jedinoj ljubavi (1973.),
- Ponoćno sunce (1985.),
- Kolekcija (1998.),
- Splitska priča (2003.).
- Zlatna kolekcija (2008.)

Izdao je i pedesetak singlica i EP ploča.

## Ostalo
- "Lijepom našom" kao izvođač (epizoda: "Makarska") (2018.)